# Une affaire de femmes
Une affaire de femmes é um filme austro-francês de 1988, do gênero drama, dirigido por Claude Chabrol baseado na história de Marie-Louise Giraud, guilhotinada em 30 de Julho de 1943, por ter feito 27 abortos na região de Cherbourg-Octeville, e também no livro escrito por Francis Szpiner.

## Sinopse
Durante a Segunda Guerra Mundial, na França ocupada, Marie Latour (Isabelle Huppert), uma mulher de baixa escolaridade, cria duas crianças em um apartamento cheio de ratos. Em 1941, seu marido Paul (François Cluzet) retorna da frente de combate, fraco demais para se manter em um emprego. Marie descobre que ela pode obter dinheiro realizando abortos clandestinos.

## Elenco
- Isabelle Huppert como Marie
- François Cluzet como Paul
- Nils Tavernier como Lucien
- Marie Trintignant como Lulu/Lucie
- Dominique Blanc como Jasmine
- Lolita Chammah como Mouche #1
- Aurore Gauvin como Mouche #2
- Guillaume Foutrier como Pierrot #1
- Nicholas Foutrier como Pierrot #2
- Thomas Chabrol como O Escritor
- Marie Bunel como Ginette
- Evelyne Didi como Fernande
- François Maistre como O Presidente Lamarre-Coudray

## Principais prêmios e indicações
Festival de Veneza 1988 (Itália)
- Isabelle Huppert recebeu a Taça Volpi (melhor atriz).

Globo de Ouro 1990 (EUA)
- Indicado na categoria de melhor filme estrangeiro.

Prêmio César 1989 (França)
- Indicado nas categorias de melhor diretor, melhor atriz (Isabelle Huppert) e melhor atriz coadjuvante (Marie Trintignant).

Prêmio NYFCC 1989 (EUA)
- Venceu na categoria de melhor filme em língua estrangeira.